# Ammosigmoilinella
Ammosigmoilinella es un género de foraminífero bentónico de la subfamilia Spirolocammininae, de la familia Sigmoilopsidae, de la superfamilia Rzehakinoidea, del suborden Schlumbergerinina y del orden Schlumbergerinida. Su especie tipo es Ammosigmoilinella eximia. Su rango cronoestratigráfico abarca el Holoceno.

## Discusión
Clasificaciones previas incluían Ammosigmoilinella en la subfamilia Siphonapertinae, de la familia Hauerinidae, de la superfamilia Milioloidea, del suborden Miliolina y del orden Miliolida.

## Clasificación
Ammosigmoilinella incluye a la siguiente especie:
- Ammosigmoilinella eximia